# Lindberg (groupe)
Pour les articles homonymes, voir Lindberg.
Lindberg (toujours écrit en capitales : « LINDBERG ») est un groupe de rock japonais créé en 1988, nommé ainsi en hommage à l'aviateur Charles Lindbergh, composé de trois musiciens et de la chanteuse Maki Watase qui avait déjà sorti trois singles en solo l'année précédente en tant qu'idole japonaise. Le groupe rencontre un gros succès chez les jeunes pendant une quinzaine d'années, avant de se séparer en 2002, à la suite du mariage de Maki Watase avec le guitariste du groupe, Tatsuya Hirakawa. Le bassiste Tomohisa Kawazoe forme un nouveau groupe avec une chanteuse en 2003, Ai+BAND. Lindberg se reforme à titre temporaire en 2009, puis à titre définitif en 2014.

## Membres
- Maki Watase : chant
- Tatsuya Hirakawa : guitare
- Tomohisa Kawazoe : basse
- Masanori "Cherry" Koyanagi : batterie

## Discographie

### Singles
- Route 246 (1989)
- Ima Sugu Kiss Me (今すぐKiss Me?) (1990)
- Jump (1990)
- Dream On Dakishimete (Dream On 抱きしめて?) (1990)
- Rough Diamond (1990)
- Oh! Angel (1990)
- Glory Days (1991)
- Believe in Love (1991)
- I Miss You (1991)
- Koi wo Shiyô Yeah Yeah! (恋をしようよ Yeah! Yeah!?) (1992)）
- Sayonara Beautiful Days / Sennen Datte mo (さよならBeautiful Days / 千年たっても?) (1992)
- Magical Dreamer (1992)
- Munesawagi no After School (胸さわぎのAfter School?) (1993)
- Aitakute ~Lover Soul~ (会いたくて～Lover Soul~?) (1993)
- Omoide no Water Moon / Kimi ni Fuku Kaze (想い出のWater Moon / 君に吹く風?) (1993)
- Datte Sô Janai!? (だってそうじゃない!??) (1993)
- Daikirai! / Futari Kiri de Ikô yo (大キライ！ / 二人きりで行こうよ?) (1993)
- Yume de Aetara -Do you love me?- / Tobikiti no Yoru (夢であえたら-Do you love me?- / とびきりの夜?) (1993)
- Gambara Nakucha ne (GAMBAらなくちゃね?) (1994)
- Sayaku Tadashiku Ikô / Cute or Beauty (清く正しく行こう / ...?) (1994)
- Sayonara wo Ageru (さよならをあげる?) (1995)
- Mizumi to Beach to Boys (水着とBeachとBoys?) (1995)
- Motto Aishiaimasho (もっと愛しあいましょ?) (1995)
- Kimi no Ichiban ni... (君のいちばんに・・・?) (1996)
- Every Little Thing Every Precious Thing (1996)
- Green Eyed Monster (1996)
- Yah! Yah! Yah! (1997)
- Ashita wa Ashita no Kaze ga Fuku (明日は明日の風が吹く?) (1997)
- Sugar Free (1997)
- Kaze (風?) (1998)
- Negai ga Kanau Yô ni (願いがかなうように?) (1999)
- Frosty Love (2001)
- You Were There (2002)
- Teenage Blue (2002)
- It's Too Late (2002)
- Live Your Life (2009)

### Albums
- Lindberg I (1989)
- Lindberg II (1989)
- Lindberg III (1990)
- Lindberg IV (1991)
- Lindberg Extra Flight (1991)
- Lindberg V (1992)
- Lindberg VI (1993)
- Lindberg Extra Flight II (1993)
- Lindberg VII (1994)
- Lindberg VIII (1995)
- Lindberg IX (1996)
- Lindberg X (1997)
- Lindberg XI (1998)
- Lindberg XII (1999)
- Lindberg XIII (2001)
- Lindberg XIV (2002)
- Lindberg XV (2002)

### Album live
- Lindberg Lindy Wingding (1994)
- Final Flight (2002)
- Lindberg 25th Anniversary -?- (Lindberg 25th Anniversary 感謝祭 ～これからもよろちくね～?) (2014)

### Compilations
- Flight Recorder 1989-1992 -Little Wing- (1992)
- Singles -Flight Recorder II- (1995)
- Best -Flight Recorder III- (1998)
- Best II -Flight Recorder IV- (1999)
- Works -Composer's Best- (2000)
- Best of Singles (2001)
- Final Best (2002)
- Flight Recorder -Final Memories- (2002)
- Early Flight (2004)
- Best of Best (2007)
- Super Best (2007)
- Best Hits (2008)
- Best Flight (2009)
- Lindberg XX (2009)
- Lindberg Best (2010)
- Super Best (The Best Value) (2011)

### Vidéos
- Jump (video single ; 1990)
- Flight-001 -Bound to the Dream- (1990.11.10)
- Flight-002 -Extra Flight- (1991.12.21)
- Flight-003 -Good News- (1992.6.25)
- Flight-004 -?- (Flight-004 -念ずれば花開く-?) (1994.4.5)
- Flight-005 -?- (Flight-005 -きっと素晴らしい明日のために-?) (1994.12.21)
- Films -Video Clip Collection- (1995.9.5)
- Flight-006 (1996.3.21)
- Flight-007 (1997.6.18)
- Flight-008 (1998.3.25)
- Flight-009 (1998.9.23)
- Flight History of 1989-1999 (1999)
- Happy Go Lucky! (2000)
- Jungle Boogie Tour (2001)
- Wild Life (2002)
- Final Flight Lindberg (2002)
- Lindberg Last Flight -Take Off 7- (2002)
- Lindberg -Video Clip History- (2003.3.21)
- Flight Recorder DVD (2003.12.21)